# Jung Byung-tak
Jung Byung-tak (정병탁?, 丁炳卓?; Yeosu, 14 marzo 1942 – Goyang, 10 febbraio 2016) è stato un allenatore di calcio, calciatore e dirigente sportivo sudcoreano.

## Statistiche

### Cronologia presenze e reti in Nazionale
| Cronologia completa delle presenze e delle reti in nazionale ― Corea del Sud | Cronologia completa delle presenze e delle reti in nazionale ― Corea del Sud | Cronologia completa delle presenze e delle reti in nazionale ― Corea del Sud | Cronologia completa delle presenze e delle reti in nazionale ― Corea del Sud | Cronologia completa delle presenze e delle reti in nazionale ― Corea del Sud | Cronologia completa delle presenze e delle reti in nazionale ― Corea del Sud | Cronologia completa delle presenze e delle reti in nazionale ― Corea del Sud | Cronologia completa delle presenze e delle reti in nazionale ― Corea del Sud |
| Data                                                                         | Città                                                                        | In casa                                                                      | Risultato                                                                    | Ospiti                                                                       | Competizione                                                                 | Reti                                                                         | Note                                                                         |
| ---------------------------------------------------------------------------- | ---------------------------------------------------------------------------- | ---------------------------------------------------------------------------- | ---------------------------------------------------------------------------- | ---------------------------------------------------------------------------- | ---------------------------------------------------------------------------- | ---------------------------------------------------------------------------- | ---------------------------------------------------------------------------- |
| 27-5-1964                                                                    | Tel Aviv                                                                     | India                                                                        | 2 – 0                                                                        | Corea del Sud                                                                | Coppa d'Asia 1964                                                            | -                                                                            |                                                                              |
| 31-5-1964                                                                    | Tel Aviv                                                                     | Corea del Sud                                                                | 1 – 0                                                                        | Hong Kong                                                                    | Coppa d'Asia 1964                                                            | -                                                                            |                                                                              |
| 19-8-1966                                                                    | Kuala Lumpur                                                                 | Corea del Sud                                                                | 1 – 0                                                                        | Hong Kong                                                                    | Pestabola Merdeka 1966                                                       | -                                                                            |                                                                              |
| 21-8-1966                                                                    | Kuala Lumpur                                                                 | Thailandia                                                                   | 1 – 2                                                                        | Corea del Sud                                                                | Pestabola Merdeka 1966                                                       | 1                                                                            |                                                                              |
| 27-8-1966                                                                    | Kuala Lumpur                                                                 | Malaysia                                                                     | 1 – 2                                                                        | Corea del Sud                                                                | Pestabola Merdeka 1966                                                       | -                                                                            |                                                                              |
| 29-7-1967                                                                    | Taipei                                                                       | Corea del Sud                                                                | 1 – 1                                                                        | Indonesia                                                                    | Qual. Coppa d'Asia 1968                                                      | -                                                                            |                                                                              |
| 1-8-1967                                                                     | Taipei                                                                       | Giappone                                                                     | 2 – 1                                                                        | Corea del Sud                                                                | Qual. Coppa d'Asia 1968                                                      | 1                                                                            |                                                                              |
| 5-8-1967                                                                     | Taipei                                                                       | Corea del Sud                                                                | 7 – 0                                                                        | Filippine                                                                    | Qual. Coppa d'Asia 1968                                                      | 1                                                                            |                                                                              |
| 1-8-1967                                                                     | Taipei                                                                       | Taiwan                                                                       | 1 – 0                                                                        | Corea del Sud                                                                | Qual. Coppa d'Asia 1968                                                      | -                                                                            |                                                                              |
| 11-8-1967                                                                    | Kuala Lumpur                                                                 | Corea del Sud                                                                | 3 – 1                                                                        | Indonesia                                                                    | Pestabola Merdeka 1967                                                       | -                                                                            |                                                                              |
| 13-8-1967                                                                    | Kuala Lumpur                                                                 | Corea del Sud                                                                | 1 – 0                                                                        | Birmania                                                                     | Pestabola Merdeka 1967                                                       | -                                                                            |                                                                              |
| 18-8-1967                                                                    | Kuala Lumpur                                                                 | Taiwan                                                                       | 1 – 2                                                                        | Corea del Sud                                                                | Pestabola Merdeka 1967                                                       | -                                                                            | 61’                                                                          |
| 20-8-1967                                                                    | Kuala Lumpur                                                                 | Corea del Sud                                                                | 3 – 0                                                                        | Singapore                                                                    | Pestabola Merdeka 1967                                                       | -                                                                            |                                                                              |
| 23-8-1967                                                                    | Kuala Lumpur                                                                 | Malaysia                                                                     | 1 – 3                                                                        | Corea del Sud                                                                | Pestabola Merdeka 1967                                                       | 1                                                                            |                                                                              |
| 26-8-1967                                                                    | Kuala Lumpur                                                                 | Corea del Sud                                                                | 0 – 0                                                                        | Birmania                                                                     | Pestabola Merdeka 1967                                                       | -                                                                            |                                                                              |
| 5-11-1967                                                                    | Saigon                                                                       | Corea del Sud                                                                | 1 – 0                                                                        | Hong Kong                                                                    | Coppa d'Indipendenza Vietnamita                                              | -                                                                            |                                                                              |
| 7-11-1967                                                                    | Saigon                                                                       | Corea del Sud                                                                | 3 – 1                                                                        | Thailandia                                                                   | Coppa d'Indipendenza Vietnamita                                              | 1                                                                            |                                                                              |
| 11-11-1967                                                                   | Saigon                                                                       | Corea del Sud                                                                | 2 – 1                                                                        | Malaysia                                                                     | Coppa d'Indipendenza Vietnamita                                              | -                                                                            |                                                                              |
| 12-11-1967                                                                   | Saigon                                                                       | Vietnam del Sud                                                              | 0 – 3                                                                        | Corea del Sud                                                                | Coppa d'Indipendenza Vietnamita                                              | 1                                                                            |                                                                              |
| 14-11-1967                                                                   | Saigon                                                                       | Corea del Sud                                                                | 2 – 3                                                                        | Australia                                                                    | Coppa d'Indipendenza Vietnamita                                              | -                                                                            |                                                                              |
| 12-8-1968                                                                    | Kuala Lumpur                                                                 | Corea del Sud                                                                | 3 – 2                                                                        | Singapore                                                                    | Pestabola Merdeka 1968                                                       | -                                                                            | 15’                                                                          |
| 12-10-1969                                                                   | Seul                                                                         | Corea del Sud                                                                | 2 – 2                                                                        | Giappone                                                                     | Qual. Mondiali 1970                                                          | -                                                                            | 75’                                                                          |
| 18-10-1969                                                                   | Seul                                                                         | Giappone                                                                     | 0 – 2                                                                        | Corea del Sud                                                                | Qual. Mondiali 1970                                                          | -                                                                            |                                                                              |
| 19-11-1969                                                                   | Bangkok                                                                      | Corea del Sud                                                                | 2 – 0                                                                        | Laos                                                                         | 1969 King's Cup                                                              | 1                                                                            |                                                                              |
| 21-11-1969                                                                   | Bangkok                                                                      | Corea del Sud                                                                | 2 – 0                                                                        | Malaysia                                                                     | 1969 King's Cup                                                              | -                                                                            |                                                                              |
| 23-11-1969                                                                   | Bangkok                                                                      | Thailandia                                                                   | 0 – 0                                                                        | Corea del Sud                                                                | 1969 King's Cup                                                              | -                                                                            |                                                                              |
| 26-11-1969                                                                   | Bangkok                                                                      | Corea del Sud                                                                | 3 – 0                                                                        | Vietnam del Sud                                                              | 1969 King's Cup                                                              | 1                                                                            |                                                                              |
| 28-11-1969                                                                   | Bangkok                                                                      | Corea del Sud                                                                | 1 – 0                                                                        | Indonesia                                                                    | 1969 King's Cup                                                              | -                                                                            |                                                                              |
| 31-7-1970                                                                    | Kuala Lumpur                                                                 | Thailandia                                                                   | 0 – 0                                                                        | Corea del Sud                                                                | Pestabola Merdeka 1970                                                       | -                                                                            |                                                                              |
| 2-8-1970                                                                     | Kuala Lumpur                                                                 | Corea del Sud                                                                | 1 – 1                                                                        | Giappone                                                                     | Pestabola Merdeka 1970                                                       | -                                                                            |                                                                              |
| 4-8-1970                                                                     | Batu Kawan                                                                   | Corea del Sud                                                                | 4 – 0                                                                        | Singapore                                                                    | Pestabola Merdeka 1970                                                       | -                                                                            |                                                                              |
| 6-8-1970                                                                     | Kuala Lumpur                                                                 | Corea del Sud                                                                | 2 – 1                                                                        | Indonesia                                                                    | Pestabola Merdeka 1970                                                       | -                                                                            |                                                                              |
| 9-8-1970                                                                     | Kuala Lumpur                                                                 | Corea del Sud                                                                | 0 – 0                                                                        | Hong Kong                                                                    | Pestabola Merdeka 1970                                                       | -                                                                            | 45’                                                                          |
| 13-8-1970                                                                    | Kuala Lumpur                                                                 | Corea del Sud                                                                | 3 – 2                                                                        | India                                                                        | Pestabola Merdeka 1970                                                       | -                                                                            |                                                                              |
| 16-8-1970                                                                    | Kuala Lumpur                                                                 | Corea del Sud                                                                | 3 – 2                                                                        | Birmania                                                                     | Pestabola Merdeka 1970                                                       | -                                                                            |                                                                              |
| Totale                                                                       |                                                                              | Presenze                                                                     | 35                                                                           |                                                                              | Reti                                                                         | 8                                                                            |                                                                              |